# Rebecca Sugar
Rebecca Sugar (Silver Spring, 9 juli 1987) is een Amerikaanse animator, componist en regisseur. Zij is voornamelijk bekend van haar animatieserie op Cartoon Network getiteld Steven Universe. Tot 2013 was ze schrijver en storyboard artist bij de serie Tijd voor Avontuur. Haar werk voor televisie heeft haar zes Primetime Emmy Award nominaties opgeleverd.
Sugar is biseksueel en non-binair, en wordt gezien als een koploper voor lhbt-representatie en diversiteit in kindertelevisie en media.

## Biografie

### Jeugd en Opleiding
Sugar groeide op in Silver Spring, Maryland. Ze heeft haar middelbareschooltijd gedeeld doorgebracht bij Montgomery Blair High School en Albert Einstein High School, waar ze het Visual Arts programma volgde. Hierna heeft ze een opleiding gevolgd aan the School for Visual Arts in New York.

### Privé Leven
In februari 2016 bevestigde Ian Jones-Quartey via Twitter dat hij en Sugar in een romantische relatie waren; ten tijde van deze tweet waren de twee al acht jaar lang samen. Ze hebben elkaar ontmoet in hun tijd aan de School of Visual Arts in New York. Ze trouwden op 4 december 2019.
in July 2016 kwam Sugar openbaar uit de kast als biseksuele vrouw, wanneer ze bij een San Diego Comic Con Panel gevraagd werd over het belang van lhbt-thema's in haar werk. In een interview met NPR in juli 2018, sprak ze over de ontwikkeling van de edelstenen in Steven Universe als non-binaire vrouwen, en hoe dit een manier was om haar eigen identiteit als non-binaire vrouw tot uitdrukking te brengen. In 2019 gaf ze publiekelijk aan dat haar persoonlijke voornaamwoorden van voorkeur flexibel zijn. Ze heeft geen specifieke voorkeur om aangeduid te worden met genderneutrale voornaamwoorden (in het Engels 'they') of het voornaamwoord 'zij' (in het Engels 'she').

## Loopbaan

### Zelfgepubliceerde Comics
Wanneer Sugar door fans gevraagd wordt hoe je het beste kunt beginnen in het creatieve vak, is Sugar altijd lovend over het maken van comics. In haar eigen ervaring is dit namelijk een perfecte kans om om jezelf te trainen in het schrijven van verhalen en tekenen. Als voorbeeld gebruikt ze vaak hoe haar jongere broer Steven een comic tekende waarin vogels voorkwamen, die hij eerst niet goed kon tekenen, en hoe hij na het maken van die comic er veel beter in was geworden.
In haar vroege carrière heeft Sugar een aantal comics op eigen houtje uitgebracht, waaronder "Pug Davis" (2010), over de avonturen van een astronaut met een hondenhoofd genaamd Pug Davis en zijn homoseksuele sidekick Blouse, en "Don't Cry for Me, I'm Already Dead" over 2 broers wiens gedeelde liefde voor The Simpsons een tragische plotwending neemt.
In oktober 2019 werd Pug Davis opnieuw uitgebracht in kleur door Amerikaanse uitgeverij Albatross Funnybooks.

### Adventure Time
Sugar werd in het eerste seizoen van Adventure Time aangenomen als storyboard revisionist. Haar werkzaamheden bestonden voornamelijk uit het opschonen en verfijnen van storyboards door anderen, echter, door de kwaliteit van haar werk werd ze al snel gepromoveerd tot Storyboard artist. Haar debuut episode was "It Came From The Nightosphere". Tijdens haar tijd bij Adventure Time begon ze aan de ontwikkeling van haar eigen serie Steven Universe. Ze heeft tot het 5e seizoen aan Adventure Time meegewerkt, waarna ze volledig haar aandacht vestigde op Steven Universe.
Door fans is Sugar erg geliefd door haar gelaagde personages en de liedjes die ze speciaal voor de serie schreef, waaronder "Fry Song", "I'm Just Your Problem", "Remember You" en "Bad Little Boy". Ze is meerdere keren teruggevraagd om voor Adventure Time liedjes te schrijven. Voor de miniserie in het 7e Seizoen genaamd "Stakes", schreef Sugar het lied "Everything Stays", ook deed ze in deze afleveringen de stem van Marcelines moeder.

### Steven Universe
Steven Universe is een komische actie- en sciencefiction tekenfilmserie, geproduceerd en uitgezonden op Cartoon Network. Door haar werk aan Adventure Time werd Sugar gevraagd door Cartoon Network om een eigen serie te bedenken.
Het verhaal speelt zich af in het fictieve stadje Beach City. Hier wonen de Edelstenen; Granaat, Amethist, Parel en Steven, magische helden die de aarde beschermen tegen kwaad. Steven is half mens, half steen, en beschikt over de edelsteen en krachten van zijn overleden moeder Rozen Kwartz. Steven is nog jong en heeft veel te leren van de Edelstenen over het beheersen van zijn krachten, maar de Stenen hebben op hun beurt ook veel te leren van Steven over wat het betekent een mens te zijn.
De serie staat bekend om zijn diepgaande karakters en verhaallijnen, uitstekende muziek en etnische en seksuele diversiteit, in zowel de cast, de karakters die voorkomen in de serie, maar ook in de mensen die achter de schermen aan de serie werken. De serie is tevens een koploper op het gebied van lhbt-representatie in kinder-entertainment, met karakters die verschillende gender identiteiten en seksuele geaardheid hebben.
De oorspronkelijke serie heeft 5 seizoenen, waarin een doorlopend verhaal wordt verteld. Een film genaamd Steven Universe: The Movie kwam uit in September 2019, waarin het verhaal van de serie wordt vervolgd. Een epiloog serie van 20 afleveringen genaamd Steven Universe Future pakt het verhaal op na de gebeurtenissen van de film en rond alle verhaallijnen netjes af.

### Thema's
Sugar bespreekt in interviews vaak het belang van lhbt-representatie en werk, zeker in entertainment voor kinderen. Doordat ze werkte aan Steven Universe heeft ze geleerd haar eigen seksuele en gender identiteit te kunnen accepteren. Ze gelooft dat wanneer kinderen vroeg worden worden voorgesteld aan de lhbt-gemeenschap, dit voor meer acceptatie en begrip kan zorgen, maar dat het belangrijkste is dat het voor kinderen die zich identificeren als queer zorgt dat ze zich gezien voelen, en dat het ze leert dat ze zich niet hoeven te schamen voor wie ze zijn.

## Ander werk
In 2015 ontwierp Sugar de albumhoes Estelle's album True Romance. Estelle speelt in de Engelse versie van Steven Universe de rol van Garnet/Granaat, en had specifiek aan Sugar gevraagd de hoes te ontwerpen.
Uitgeverij Youth in Decline publiceerde in december 2016 schetsen en aantekeningen die Sugar maakte voor haar niet verschenen striproman Margo in Bed. Het is de veertiende uitgave in kunstanthologieserie Frontier.
In 2018 werkte Sugar samen met Songwriter en Zanger Gallant en Sufjan Stevens aan het r&b-/soulnummer TOOGOODTOBETRUE 

### Steven Universe Boeken
Van Steven Universe zijn een aantal boeken uitgebracht, geschreven ofwel mede geschreven door Sugar.
- "Steven Universe: Guide to the Crystal Gems" (uitgebracht op 6 oktober 2015), een handboek geschreven vanuit het perspectief van Steven, met biografieën en informatie over de alle karakters in de serie.
- "The Answer" (uitgebracht op 6 september 2016), een prentenboek gebaseerd op de gelijknamige aflevering, welke het verhaal verteld over hoe de stenen Robijn en Saffier elkaar ontmoeten, verliefd werden en samen met fusie Granaat vormen.
- "Fusion for Beginners and Experts" (uitgebracht op 26 december 2017), een boek die uitleg geeft over fusie, de magische kracht die ervoor zorgt dat 2 stenen samen kunnen smelten tot een nieuw persoon. In de wereld van Steven Universe staat fusie als symbool voor de vriendschap en liefdes relaties tussen karakters.
- "Steven Universe: The Tale of Steven" (uitgebracht op 8 oktober 2019), dit prentenboek is een samenvatting van Steven's reis in de eerste 5 seizoenen van Steven Universe.